# Chržín
Chržín è un comune della Repubblica Ceca facente parte del distretto di Kladno, in Boemia Centrale.

## Geografia fisica
I comuni limitrofi sono Dolní Kamenice e Budihostice ad ovest, Ledčice e Loucká a nord, Sazená, Hleďsebe, Staré Ouholice, Nové Ouholice, Vepřek, Podhořany, Nová Ves e Miřejovice ad est e Radovič, Uhy, Velvary, Velká Bučina, Nelahozeves, Lešany e Malá Bučina a sud.

## Storia
La prima menzione scritta del paese risale al 1292, ma vi sono ritrovamenti archeologici che testimoniano insediamenti ben più antichi dell'era cristiana, appartenenti al neolitico. Probabilmente il villaggio fu fondato nel 676.

## Monumenti
- Chiesa di San Clemente, con cimitero adiacente, gotica, ricostruita in stile barocco e ristrutturata negli anni 1691 e 1761[4]

## Galleria d'immagini

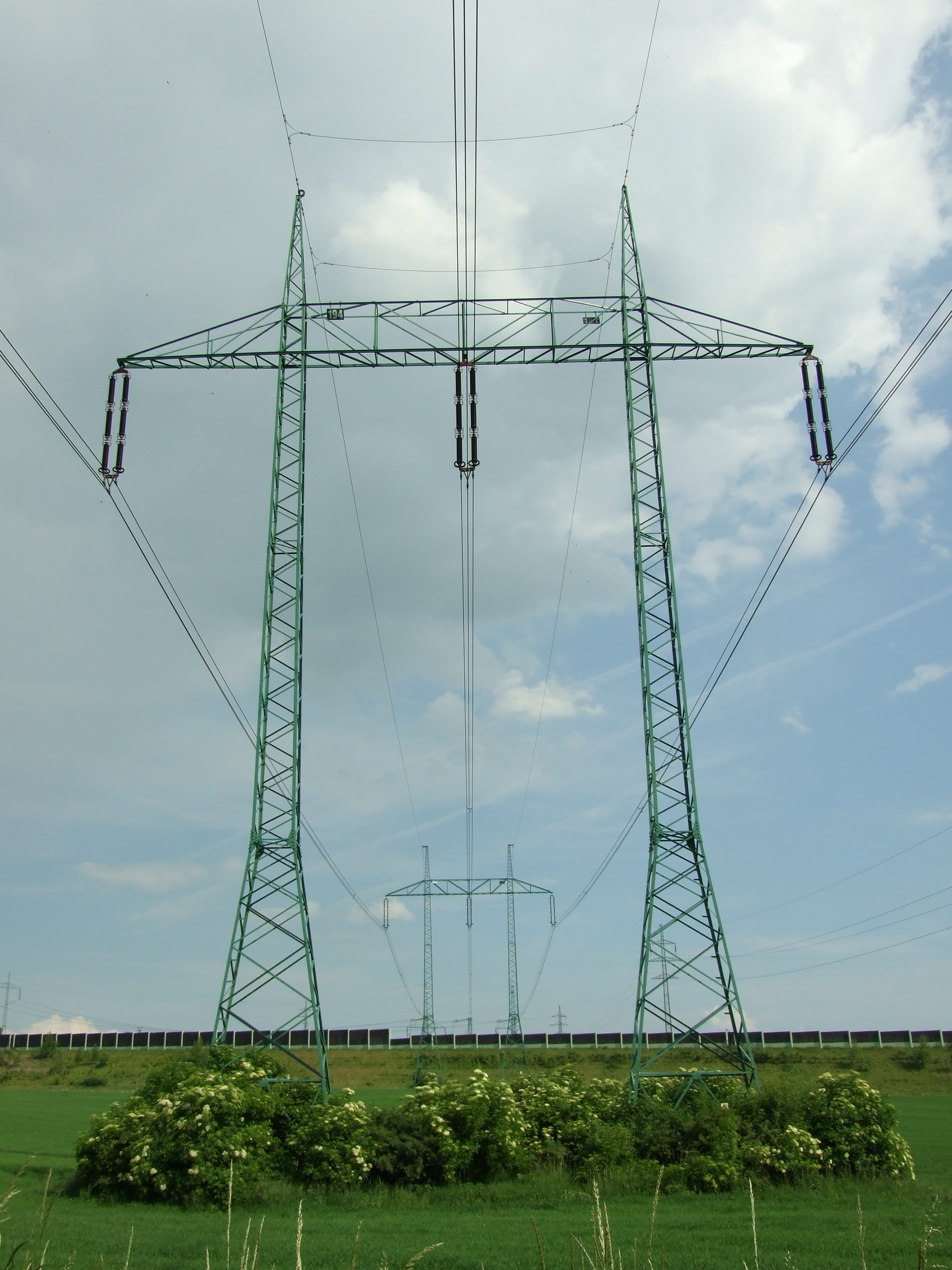
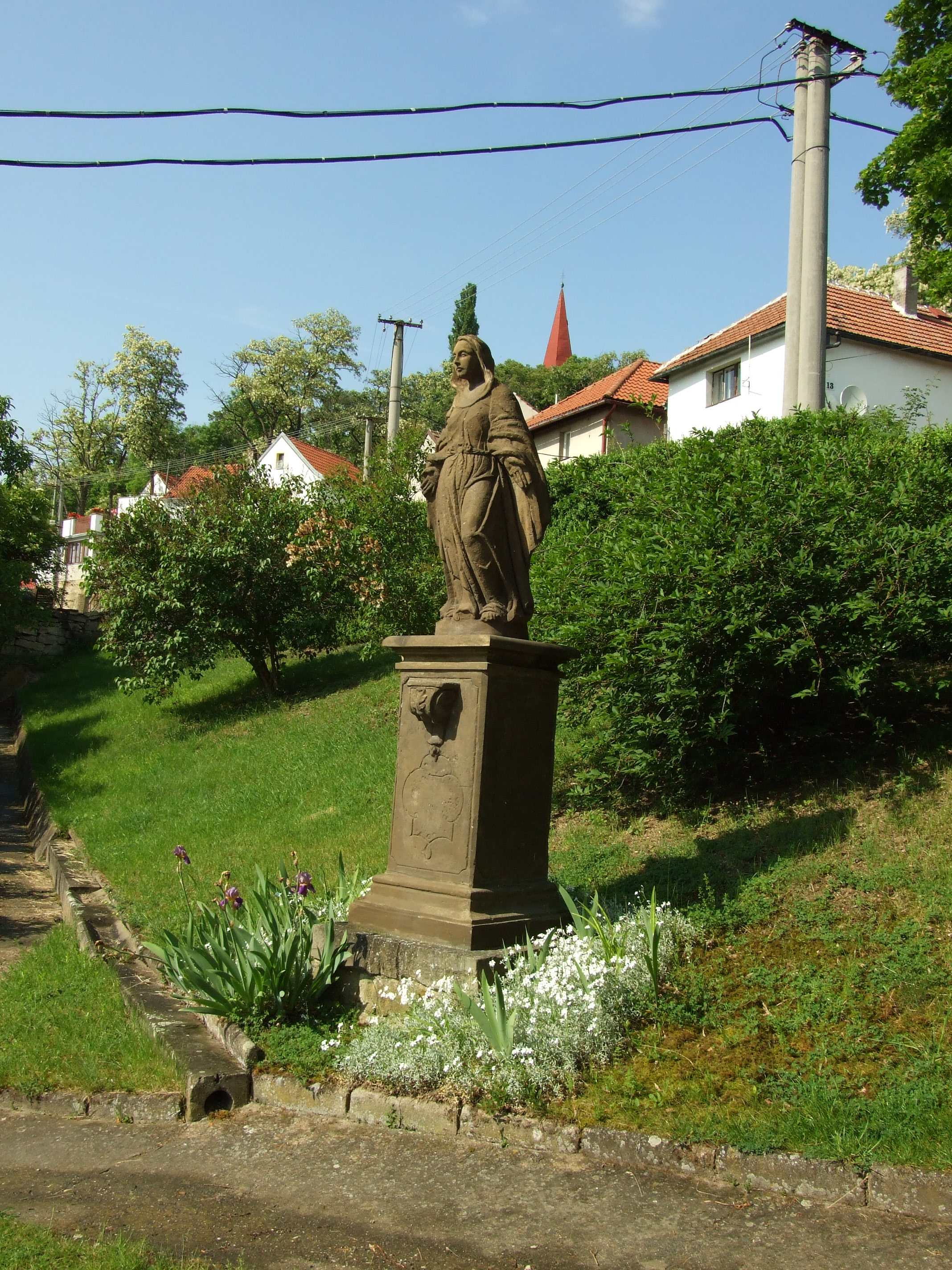
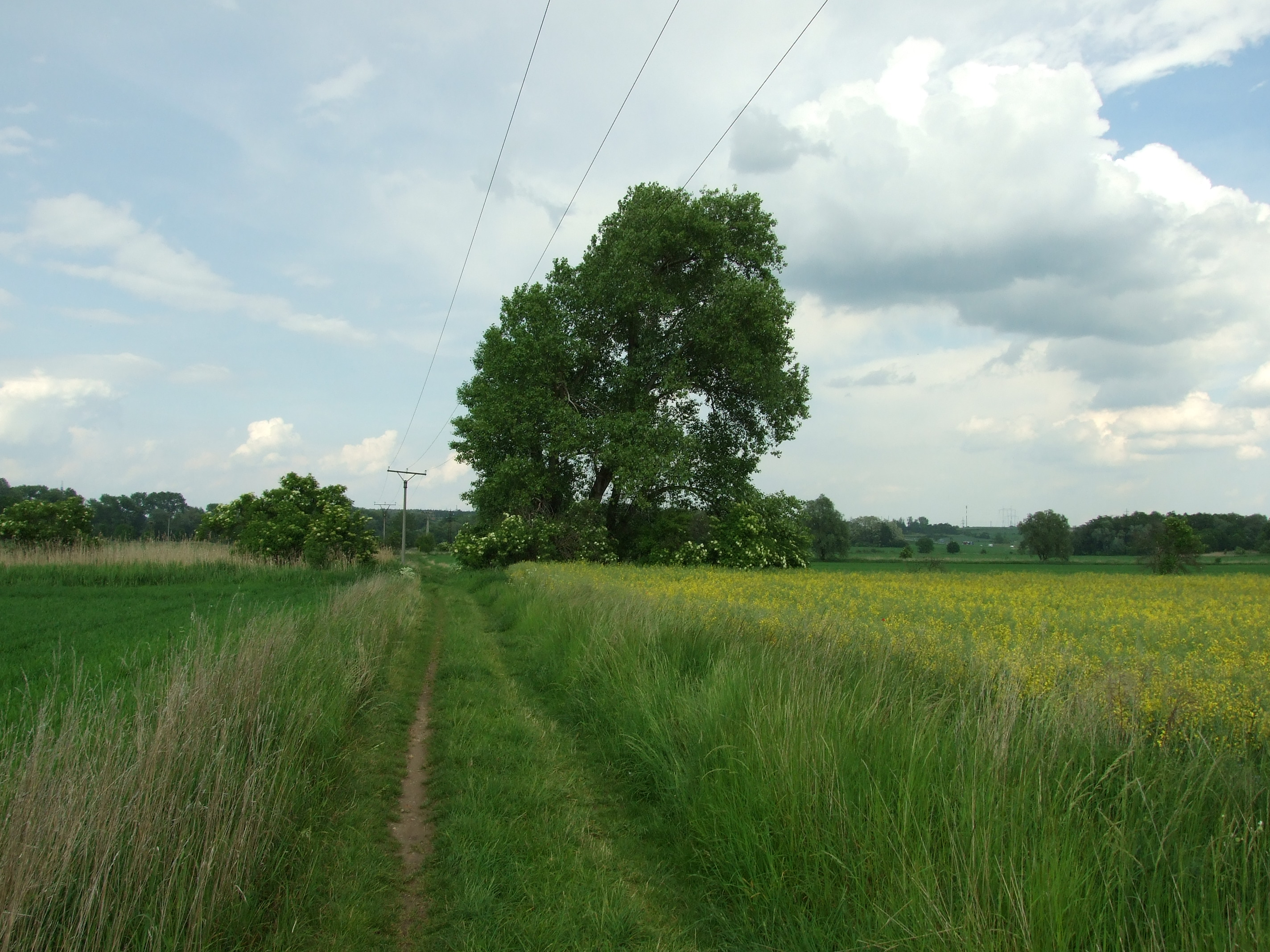